# Нижнее Брагино
Ни́жнее Бра́гино — деревня в Краснокамском городском округе Пермского края России.

## История
До 2018 года входила в Оверятское городское поселение Краснокамского района. После упразднения обоих муниципальных образований вошла в состав образованного муниципального образования Краснокамского городского округа.

## География
Нижнее Брагино находится на западе Краснокамского городского округа, у железнодорожной ветки Пермь — Чепца. Здесь расположен остановочный пункт Нижнее Брагино (до 2021 года — 1394 км) Свердловской железной дороги.
Единственная улица Нижнего Брагина — Центральная — вытянута вдоль железной дороги. К северу от неё расположено садоводческое товарищество «Росинка-2». К востоку от деревни так же вдоль железной дороги вытянулся посёлок железнодорожной станции Шабуничи.
Климат
Климат — умеренно континентальный. Наиболее тёплым месяцем является июль, средняя месячная температура которого 17,4—18,2 °C, а самым холодным январь со среднемесячной температурой −15,3…−14,7 °C. Продолжительность безморозного периода 110 дней. Снежный покров удерживается 170—180 дней.

## Население
Население деревни составило 5 человек в 2002 году, 8 человек в 2010 году.
Национальный состав
Согласно результатам переписи 2002 года, в национальной структуре населения русские составляли 100 %.